# Chris McCray
Chris McCray (nacido el 27 de mayo de 1984 en Capitol Heights, Maryland) es un exjugador de baloncesto estadounidense. Con 1,98 metros de estatura, jugaba en la posición de alero.

## Trayectoria deportiva

### Universidad
Jugó durante cuatro temporadas con los Terrapins de la Universidad de Maryland, en las que promedió 10,8 puntos, 3,4 rebotes y 2,6 asistencias por partido. En 2005 fue el segundo mejor de la Atlantic Coast Conference y el sexto mejor del país desde la línea de tiros libres, con un 90,3% de efectividad.

### Profesional
Tras no ser elegido en el Draft de la NBA de 2006, firmó un contrato no garantizado con los Milwaukee Bucks, con los que únicamente disputó cinco partidos en los que no consiguió anotar ni un solo punto.
Tras ser despedido, jugó el resto de la temporada con los Dakota Wizards de la NBA D-League, con los que se proclamó campeón de liga, promediando 11,8 puntos y 3,0 rebotes por partido.
En 2008 fichó por el BC Oostende de la liga belga, con los que consiguió ganar la Copa de aquel país. Al año siguiente se marchó al Basket Rimini Crabs de la Legadue italiana, donde jugó una temporada en la que promedió 13,5 puntos y 4,6 rebotes por partido.
En 2009 regresó a su país para jugar con los Sioux Falls Skyforce de la NBA D-League, donde jugó dos temporadas, promediando en la última de ellas 9,7 puntos y 4,3 rebotes por partido.
Regresó a Europa en 2011, fichando por el S.O.M. Boulogne de la Pro B, la segunda liga francesa, donde jugó dos temporadas, en las que promedió 12,5 puntos y 3,7 rebotes por partido. En 2013 fichó por el Maccabi Hod HaSharon de Israel, club al que pertenece en la actualidad.

## Estadísticas de su carrera en la NBA

### Temporada regular
| Año     | Equipo    | PJ | PT | MPP | %TC  | %3P  | %TL  | RPP | APP | ROB | TPP | PPP |
| ------- | --------- | -- | -- | --- | ---- | ---- | ---- | --- | --- | --- | --- | --- |
| 2006-07 | Milwaukee | 5  | 0  | 2.4 | .000 | .000 | .000 | .0  | .0  | .0  | .0  | .0  |
| Total   | Total     | 5  | 0  | 2.4 | .000 | .000 | .000 | .0  | .0  | .0  | .0  | .0  |